# Re-Bone／リボーン
Re-Bone（リボーン）は、東京都台東区蔵前に本社を置く「合同会社リボーン」がデザインを手掛けるエキゾチックレザーブランド。品質に徹底的にこだわった「Made in Tokyo」ブランドとして知られており、デザインから製造まですべての工程を東京の職人が手掛ける。

## 概要
2016年に高島成央が台東区蔵前で「エキゾチックレザーの魅力を一人でも多くの方に伝えていきたい」との想いからエキゾチックレザーブランド「Re-Bone」を創業した。
特許取得のリボーンウォレット等のエキゾチックレザーを使ったオリジナル財布から、スマホケースなどの“東京発-Made in Tokyo”のオリジナルレザーグッズを数多く手掛ける。
同社の製品は男性ファッション誌「LEON」や「別冊ライトニング」「J-WAVE」でも紹介されるなど、最高級レザーブランドとして多くの支持を得ている。

## 沿革
- 2022年１月５日　LEONウェブ2022年、幸運を引き寄せるスマホケースは!? 【Dr.コパの風水鑑定】にてハープシールのスマホケース「クリスタルゴールド」が紹介される。[8]
- 2021年9月24日　男性ファッション誌「LEON」コレが“エキゾ”の最旬系！にて「小さい財布ーパームウォレット」が掲載される
- 2021年3月20日　日本テレビ「ぶらり途中下車の旅ー京浜東北線の旅」にて蔵前の店舗が紹介される[9]
- 2021年２月25日　男性ファッション誌「LEON」４月号にて『リボーンウォレット・改／ブラック＆ピンク』が掲載される。[10]
- 2020年１２月　浅草経済新聞に記事が掲載される[11]
- 2020年11月30日 アズーリFM番組『名高達男のハングマンが今を斬る！』に、代表の高島成央がゲストとして出演。[12][13]
- 2020年11月25日 男性ファッション誌「LEON」1月号にてヘビ革を使った『スマホケース・オレンジイエロー（コブラ）』が掲載される。
- 2020年9月25日 男性ファッション誌「LEON」１１月号にて『リボーンウォレット・改／クリスタルゴールド』が掲載される[14]
- 2020年 アシェット・コレクションズ・ジャパン(株)「はじめてのレザークラフト」にて３号にわたり製品が紹介される（２８、２９、３３号）[15]
- 2020年2月21日 偏愛と日常を届けるインタビューメディア「aboutalk」にて取材記事掲載[2]
- 2019年11月28日 J-WAVE「STEP ONE」出演[16]
- 2019年11月25日 男性ファッション誌「LEON」“リッチな遊びを自在に楽しめるカロングの２WAYクラッチ”が紹介される[17]
- 2019年10月30日 “別冊ライトニング”「東京クラフト図鑑」にてフォックスウォレット「パイソン迷彩柄」が掲載される[18]
- 2019年10月 日本で知られていない幻のヘビ革「Cat's-eye（カロング）」の認知度を広める為の手段として、クラウドフファンディングに挑戦[19]
- 2019年 世の中の旬な情報を動画で紹介する「Trend Map」にて、インタビュー動画が配信される。（※2020年10月現在閉鎖中）
- 2018年11月24日 男性ファッション誌「LEON」「ブルーエキゾがアナタをリッチに染め上げます」にてリボーンウォレット「空」が掲載される
- 2017年9月24日 男性ファッション誌「LEON」『日常をリッチに彩る、いま知るべき１２の「エキゾブランド」』リボーンウォレット「クロコ＆パイソン」が掲載される
- 2016年8月19日 合同会社リボーンを設立
- 2016年7月28日 収納具に関する特許取得（特許特許6043905号）

## エキゾチックレザー
エキゾチックレザーとはクロコダイル（ワニ革）・リザード（トカゲ革）・パイソン（ヘビ革）などの爬虫類皮革に加え、オーストリッチ（ダチョウ革）・シャーク（サメ革）・エレファント（ゾウ革）などの希少性の高く独自の模様を持つ皮革の総称である。

## リボーンウォレット
「カスタマイズできる財布」として、代表の高島によって考案された収納具で、2016年に特許も取得している（特許6043905号）。中央のフラップで切り離すことや、カスタマイズも可能で、財布を閉じている状態でもラウンド財布のようにファスナーを開いて出し入れも可能である。
2020年9月より通常のリボーンウォレットの進化版として『リボーンウォレット・改』を発表。
これは従来のリボーンウォレットの売りであった“カスタマイズできる”財布でありながら、財布単体でしか販売していなかった（二個買わなければカスタマイズできない）リボーンウォレットを“カスタマイズしたものをそのまま購入”できるようにしたもので、ウォレットバッグとしても持てるようになったものである。

## 外部サイト
- Re-Born 公式webサイト
- オンラインショップ
- インスタグラム
- ユーチューブ